# Lisiard de Sablé
Lisiard de Sablé était un seigneur de Sablé au XIIe siècle. Il est le fils de Robert II de Sablé et d'Hersende de la Suze.

## Biographie
Lisiard de Sablé se fait connaître d'abord par ses revendications contre le prieuré de Sablé, au sujet des dons de son aïeul et de son père ; il finit par réduire ses exigences au droit de punir les voleurs saisis sur le fief des moines. Il eut des procédés semblables envers l'abbaye de Saint Vincent dans le fief de Noyen et s'en désista avec peine. Vers le même temps, alors que Geoffroy, son fils, était encore tout jeune, puerulus, il assistait le comte Foulque le jeune cédant les Ponts-de-Cé à l'abbaye de Fontevrault, paraissait à la consécration de l'église de ce monastère, en 1119, donnait aux religieuses en commun avec le comte la terre de Boisfroterel ; enfin, avec sa femme, donnait au Ronceray le moulin de Rossereio et deux masures en Morannes. Il augmenta les fondations des siens en faveur de Marmoutier. 
Avec lui la famille commence à devenir batailleuse. Lisiard débuta par une guerre acharnée contre le jeune seigneur de Laval, Guy III de Laval, on ne sait à quel sujet, et, pour protéger son château de Sablé, en construisit un dans les terres du prieuré de Saint-Loup, avec une maison forte pour Hugue Normand, son fidèle. C'est longtemps après, en 1123, qu'il régla l'indemnité promise aux religieux. Gilles Ménage avait compris que ce règlement était contemporain de la construction du château : il est postérieur de plusieurs années, olim, dit le texte, ce qui permet de placer la guerre contre Guy de Laval, adhuc juvenis, avant celle qui va suivre, où les deux seigneurs se trouvèrent ligués contre le roi d'Angleterre.
En 1118, au mois de novembre, il était à la suite du comte au siège d'Alençon, et le 18 décembre commandait l'avant-garde, assisté de Guy III de Laval, de Robert de Semilly, de Gautier de Mayenne, d'Hugues de Mathefelon et Thibault, son fils, de Maurice de Craon, à la bataille de Séez, où il infligea à Henri Ier d'Angleterre une défaite célèbre, transformée par Orderic Vital en une simple escarmouche, mais qui en réalité coûta quatre mille hommes au roi d'Angleterre.
Lisiard, seigneur de Sablé, de la Suze-sur-Sarthe, de Briollay par son mariage, se trouva si puissant qu'il osa entrer dans la coalition des comtes de Thouars, de Parthenay, des seigneurs de Blaison, de Laval et autres, contre Geoffroy Plantagenet. Pour son compte, il fit des courses jusqu'aux portes d'Angers.
Son fils Robert était déjà dans le complot. Mais Geoffroy prit et brûla Briollay, pilla la campagne de Sablé et poussa jusqu'à la Suze dont il s'empara et qu'il garda jusqu'à la mort de Lisiard, après 1130.
L'abbé Angot ne croit pas devoir attribuer à Lisiard de Sablé l'histoire d'un Lisiard qui fit prendre un comte du Maine dans un lieu d'asile, ce pour quoi il fut condamné par le concile de Chartres en 1128. Le comte du Maine était en 1128 le comte d'Anjou, Foulque le jeune, époux de la fille d'Hélie de la Flèche. Ménage veut qu'on lise dans le texte vicomte au lieu de comte. Ce serait Raoul, fils d'Hubert II de Beaumont-au-Maine, dont on ne raconte rien de pareil.
Lisiard avait épousé Tiphaine, dite Chevrière de Briollay, fille de Geoffroi de Briollay et de Sermoise (Sermaise) près de Jarzé. 
Tiphaine était sœur aînée d'Exulate, dame de Château-Gontier, et de Pétronille, et se trouva ainsi héritière avant 1112 de la terre de Briollay, qui s'ajoutait, suivant les traditions de la famille, aux autres héritages de son père et de l'aïeul de son mari. Chevrière de Briollay avait assisté en 1103 au don de l'église de Jarzé à Saint-Maurice, approuvé en 1112 celui que son père avait fait à Saint-Serge en Écouflant. En 1120, elle assista à l'ingrès au Ronceray d'Agnès, fille de Garnier Robin ; en 1123 au règlement de son mari avec le prieuré de Saint-Loup.

## Famille
Lisiard et Tiphaine eurent pour fils :
1. Robert III ;
2. Geoffroi, cité avec son frère dans une charte rétrospective de son père et de son grand-père Robert II de Sablé, et dans une autre en qualité de puerulus. Ménage leur donne encore à tort un fils nommé Ugolin, confondant, comme l'a fait remarquer Ernest Laurain[4], Lisiard d'Amboise, auteur à Sablé de plusieurs dons en faveur de Marmoutier et père de ce Jean Ugolin, avec Lisiard de Sablé.

## Sources
- Abbé Angot, « Sablé », dans Bulletin de la Commission historique et archéologique de la Mayenne, 1919, no 35, p. 166-189, 266-278, 369-380.